# Jakub Moder
Jakub Moder (Szczecinek, 7 aprile 1999) è un calciatore polacco, centrocampista del Feyenoord e della nazionale polacca.

## Caratteristiche tecniche
È un centrocampista, in grado di agire sia come centrale che come trequartista. Nonostante delle spiccate offensive, ha raffinato nel corso delle stagioni anche la fase difensiva, ritagliandosi un ruolo da centrocampista di quantità davanti alla difesa.
È dotato di un ottimo tiro, che lo rende molto pericoloso dalla distanza ed è inoltre abile nei calci da fermo, tanto da essere stato nominato rigorista del Lech Poznan.

## Carriera

### Club
Pescato dal Lech nel 2014 dalle file del Warta, Moder gioca con le giovanili dei kolejorz diventando un pezzo fondamentale della squadra "riserve", militante allora in III liga, quarto livello del calcio polacco. Le sue buone prestazioni non sfuggono all'allenatore della prima squadra Nenad Bjelica, che decide di convocarlo e di farlo esordire il 2 aprile 2018 sul campo del Wisla Krakow subentrando al 92º minuto al posto di Darko Jevtić. Nel corso della stagione 2017-2018 non gioca altre gare, tornando a far parte del gruppo "riserve".
L'anno successivo viene ceduto in prestito in I liga, la seconda divisione polacca, all'Odra Opole, dove si mette in luce come trequartista nel 4-2-3-1, realizzando in trentuno gare quattro reti. Ciononostante, al termine della stagione, non viene convocato dal Ct della nazionale Under-20 per il mondiale di categoria disputatosi proprio in Polonia.
Nel giugno 2019 viene annunciato che Moder farà ritorno a Poznan e sarà parte della prima squadra. L'esordio in campionato arriva il 3 agosto, alla terza giornata in casa dell'LKS Lodz, subentrando a cinque minuti dalla fine nuovamente a Darko Jevtić, come avvenuto in occasione del suo esordio. Il 28 settembre, in occasione della trasferta a Zabrze, viene schierato per la prima volta dal primo minuto al fianco di Karlo Muhar, servendo l'assist per il definitivo 1-3 firmato da Christian Gytkjær. L'8 febbraio 2020 realizza il suo primo gol in Ekstraklasa, nel match vinto contro il Raków Częstochowa per 3-0. Nel corso del campionato si ritaglia un ruolo sempre più importante, e grazie ad alcune buone prestazioni da subentrato condite da assist e gol, diventa un titolare inamovibile nel 4-2-3-1 di Żuraw.
Nella stagione 2020-2021 si è ormai consolidato un ruolo da protagonista nel Lech, che decide di rifiutare diverse offerte per lui. Il 27 agosto 2020 arriva il suo esordio internazionale, durante i preliminari di UEFA Europa League, nel match casalingo contro i lettoni del Valmiera. Il 20 settembre 2020 realizza, su calcio di rigore, il gol che permette al Lech di vincere lo storico derby contro il Warta, giocatosi per la prima volta in Ekstraklasa dopo 25 anni, ripetendosi nella gara successiva contro il Piast Gliwice grazie ad un sinistro che si insacca nell'angolino basso.

#### Brighton
Il 6 ottobre 2020 viene annunciato il suo passaggio al Brighton per la cifra record complessiva di 11 milioni di euro (calciatore più pagato della storia del calcio polacco). Il calciatore, tuttavia, resta in prestito al Lech sino al termine della stagione 2020-2021, con opzione di accorciamento da esercitare entro dicembre. Il 22 ottobre 2020 gioca da titolare il match della fase a gironi di Europa League contro il Benfica, indossando, dopo il cambio di Tymoteusz Puchacz, la fascia da capitano dei kolejorz.
Il 18 dicembre 2020 viene annunciato che il Brighton lo ha richiamato dal prestito, ragione per cui già dal 1º gennaio 2021 inizia a far parte della rosa dei Seagulls per affrontare la seconda parte di Premier League.

#### Feyenoord
Dopo 61 presenze collezionate in 3 stagioni e mezzo con i Seagulls passa agli olandesi del Feyenoord.

### Nazionale
Dopo aver completato la trafila con le nazionali giovanili, il 24 agosto 2020 viene convocato per la prima volta in nazionale maggiore, in occasione delle sfide valevoli per la UEFA Nations League contro Paesu Bassi e Bosnia ed Erzegovina. Esordisce il 4 settembre 2020 nella trasferta di Amsterdam, subentrando al 77' al compagno di squadra Piotr Zieliński. Il 7 ottobre 2020 esordisce da titolare al fianco di Karol Linetty nel match amichevole contro la Finlandia, nel quale serve un assist a Kamil Grosicki per il momentaneo 2-0 (match conclusosi 5-1).
L'11 novembre realizza il suo primo gol in nazionale nell'amichevole disputata a Chorzów contro l'Ucraina.
Pochi mesi dopo viene convocato per Euro 2020, manifestazione disputata nel 2021 a causa della pandemia.
Il 7 giugno 2024 viene convocato per gli europei in Germania.

## Statistiche

### Presenze e reti nei club
Statistiche aggiornate al 19 maggio 2024.
| Stagione        | Squadra         | Campionato      | Campionato | Campionato | Coppe nazionali | Coppe nazionali | Coppe nazionali | Coppe continentali | Coppe continentali | Coppe continentali | Altre coppe | Altre coppe | Altre coppe | Totale | Totale |
| Stagione        | Squadra         | Comp            | Pres       | Reti       | Comp            | Pres            | Reti            | Comp               | Pres               | Reti               | Comp        | Pres        | Reti        | Pres   | Reti   |
| --------------- | --------------- | --------------- | ---------- | ---------- | --------------- | --------------- | --------------- | ------------------ | ------------------ | ------------------ | ----------- | ----------- | ----------- | ------ | ------ |
| 2017-2018       | Lech Poznań     | EK              | 1          | 0          | CP              | 0               | 0               | UEL                | -                  | -                  | -           | -           | -           | 1      | 0      |
| 2018-2019       | Odra Opole      | 1L              | 31         | 4          | CP              | 4               | 0               | -                  | -                  | -                  | -           | -           | -           | 35     | 4      |
| 2019-2020       | Lech Poznań     | EK              | 26         | 5          | CP              | 3               | 0               | -                  | -                  | -                  | -           | -           | -           | 29     | 5      |
| 2020-gen. 2021  | Lech Poznań     | EK              | 14         | 4          | CP              | 1               | 0               | UEL                | 10                 | 0                  | -           | -           | -           | 25     | 4      |
| gen.-giu. 2021  | Brighton        | PL              | 12         | 0          | FACup+CdL       | 1+0             | 0+0             | -                  | -                  | -                  | -           | -           | -           | 13     | 0      |
| 2021-2022       | Brighton        | PL              | 28         | 0          | FACup+CdL       | 2+2             | 1+1             | -                  | -                  | -                  | -           | -           | -           | 32     | 2      |
| 2022-2023       | Brighton        | PL              | -          | -          | FACup+CdL       | -               | -               | -                  | -                  | -                  | -           | -           | -           | -      | -      |
| 2023-2024       | Brighton        | PL              | 17         | 0          | FACup+CdL       | 2+0             | 0               | UEL                | 0                  | 0                  | -           | -           | -           | 19     | 0      |
| 2024-gen. 2025  | Brighton        | PL              | 4          | 0          | FACup+CdL       | 1+2             | 0+0             | -                  | -                  | -                  | -           | -           | -           | 7      | 0      |
| Totale Brighton | Totale Brighton | Totale Brighton | 61         | 0          |                 | 10              | 2               |                    | 0                  | 0                  |             | -           | -           | 71     | 2      |
| gen.-giu. 2025  | Feyenoord       | E               | 9          | 3          | CO              | 1               | 0               | UCL                | 4                  | 1                  | -           | -           | -           | 14     | 4      |
| Totale carriera | Totale carriera | Totale carriera | 142        | 16         |                 | 19              | 2               |                    | 14                 | 1                  |             | -           | -           | 175    | 19     |

### Cronologia presenze e reti in nazionale
| Cronologia completa delle presenze e delle reti in nazionale ― Polonia | Cronologia completa delle presenze e delle reti in nazionale ― Polonia | Cronologia completa delle presenze e delle reti in nazionale ― Polonia | Cronologia completa delle presenze e delle reti in nazionale ― Polonia | Cronologia completa delle presenze e delle reti in nazionale ― Polonia | Cronologia completa delle presenze e delle reti in nazionale ― Polonia | Cronologia completa delle presenze e delle reti in nazionale ― Polonia | Cronologia completa delle presenze e delle reti in nazionale ― Polonia |
| Data                                                                   | Città                                                                  | In casa                                                                | Risultato                                                              | Ospiti                                                                 | Competizione                                                           | Reti                                                                   | Note                                                                   |
| ---------------------------------------------------------------------- | ---------------------------------------------------------------------- | ---------------------------------------------------------------------- | ---------------------------------------------------------------------- | ---------------------------------------------------------------------- | ---------------------------------------------------------------------- | ---------------------------------------------------------------------- | ---------------------------------------------------------------------- |
| 4-9-2020                                                               | Amsterdam                                                              | Paesi Bassi                                                            | 1 – 0                                                                  | Polonia                                                                | UEFA Nations League 2020-2021 - 1º turno                               | -                                                                      | 76’                                                                    |
| 7-10-2020                                                              | Danzica                                                                | Polonia                                                                | 5 – 1                                                                  | Finlandia                                                              | Amichevole                                                             | -                                                                      | 61’                                                                    |
| 11-10-2020                                                             | Danzica                                                                | Polonia                                                                | 0 – 0                                                                  | Italia                                                                 | UEFA Nations League 2020-2021 - 1º turno                               | -                                                                      |                                                                        |
| 11-11-2020                                                             | Chorzów                                                                | Polonia                                                                | 2 – 0                                                                  | Ucraina                                                                | Amichevole                                                             | 1                                                                      | 62’                                                                    |
| 15-11-2020                                                             | Reggio Emilia                                                          | Italia                                                                 | 2 – 0                                                                  | Polonia                                                                | UEFA Nations League 2020-2021 - 1º turno                               | -                                                                      | 46’                                                                    |
| 18-11-2020                                                             | Chorzów                                                                | Polonia                                                                | 1 – 2                                                                  | Paesi Bassi                                                            | UEFA Nations League 2020-2021 - 1º turno                               | -                                                                      | 76’                                                                    |
| 25-3-2021                                                              | Budapest                                                               | Ungheria                                                               | 3 – 3                                                                  | Polonia                                                                | Qual. Mondiali 2022                                                    | -                                                                      |                                                                        |
| 31-3-2021                                                              | Londra                                                                 | Inghilterra                                                            | 2 – 1                                                                  | Polonia                                                                | Qual. Mondiali 2022                                                    | 1                                                                      |                                                                        |
| 1-6-2021                                                               | Breslavia                                                              | Polonia                                                                | 1 – 1                                                                  | Russia                                                                 | Amichevole                                                             | -                                                                      | 67’                                                                    |
| 8-6-2021                                                               | Poznań                                                                 | Polonia                                                                | 2 – 2                                                                  | Islanda                                                                | Amichevole                                                             | -                                                                      |                                                                        |
| 14-6-2021                                                              | San Pietroburgo                                                        | Polonia                                                                | 1 – 2                                                                  | Slovacchia                                                             | Euro 2020 - 1º turno                                                   | -                                                                      | 85’                                                                    |
| 19-6-2021                                                              | Siviglia                                                               | Spagna                                                                 | 1 – 1                                                                  | Polonia                                                                | Euro 2020 - 1º turno                                                   | -                                                                      | 57’ 85’                                                                |
| 2-9-2021                                                               | Varsavia                                                               | Polonia                                                                | 4 – 1                                                                  | Albania                                                                | Qual. Mondiali 2022                                                    | -                                                                      |                                                                        |
| 5-9-2021                                                               | Serravalle                                                             | San Marino                                                             | 1 – 7                                                                  | Polonia                                                                | Qual. Mondiali 2022                                                    | -                                                                      | 46’                                                                    |
| 8-9-2021                                                               | Varsavia                                                               | Polonia                                                                | 1 – 1                                                                  | Inghilterra                                                            | Qual. Mondiali 2022                                                    | -                                                                      |                                                                        |
| 9-10-2021                                                              | Varsavia                                                               | Polonia                                                                | 5 – 0                                                                  | San Marino                                                             | Qual. Mondiali 2022                                                    | -                                                                      | 66’                                                                    |
| 12-10-2021                                                             | Tirana                                                                 | Albania                                                                | 0 – 1                                                                  | Polonia                                                                | Qual. Mondiali 2022                                                    | -                                                                      | 46’                                                                    |
| 15-11-2021                                                             | Varsavia                                                               | Polonia                                                                | 1 – 2                                                                  | Ungheria                                                               | Qual. Mondiali 2022                                                    | -                                                                      | 46’                                                                    |
| 24-3-2022                                                              | Glasgow                                                                | Scozia                                                                 | 1 – 1                                                                  | Polonia                                                                | Amichevole                                                             | -                                                                      |                                                                        |
| 29-3-2022                                                              | Chorzów                                                                | Polonia                                                                | 2 – 0                                                                  | Svezia                                                                 | Qual. Mondiali 2022                                                    | -                                                                      | 52’                                                                    |
| 21-3-2024                                                              | Varsavia                                                               | Polonia                                                                | 5 – 1                                                                  | Estonia                                                                | Qual. Euro 2024                                                        | -                                                                      | 73’                                                                    |
| 7-6-2024                                                               | Varsavia                                                               | Polonia                                                                | 3 – 1                                                                  | Ucraina                                                                | Amichevole                                                             | -                                                                      | 60’                                                                    |
| 10-6-2024                                                              | Varsavia                                                               | Polonia                                                                | 2 – 1                                                                  | Turchia                                                                | Amichevole                                                             | -                                                                      | 46’                                                                    |
| 16-6-2024                                                              | Amburgo                                                                | Polonia                                                                | 1 – 2                                                                  | Paesi Bassi                                                            | Euro 2024 - 1º turno                                                   | -                                                                      | 46’                                                                    |
| 21-6-2024                                                              | Berlino                                                                | Polonia                                                                | 1 – 3                                                                  | Austria                                                                | Euro 2024 - 1º turno                                                   | -                                                                      | 46’ 62’                                                                |
| 25-6-2024                                                              | Dortmund                                                               | Francia                                                                | 1 – 1                                                                  | Polonia                                                                | Euro 2024 - 1º turno                                                   | -                                                                      |                                                                        |
| 5-9-2024                                                               | Glasgow                                                                | Scozia                                                                 | 2 – 3                                                                  | Polonia                                                                | UEFA Nations League 2024-2025 - 1º turno                               | -                                                                      | 82’                                                                    |
| 8-9-2024                                                               | Osijek                                                                 | Croazia                                                                | 1 – 0                                                                  | Polonia                                                                | UEFA Nations League 2024-2025 - 1º turno                               | -                                                                      | 62’                                                                    |
| 12-10-2024                                                             | Varsavia                                                               | Polonia                                                                | 1 – 3                                                                  | Portogallo                                                             | UEFA Nations League 2024-2025 - 1º turno                               | -                                                                      | 66’                                                                    |
| 15-10-2024                                                             | Varsavia                                                               | Polonia                                                                | 3 – 3                                                                  | Croazia                                                                | UEFA Nations League 2024-2025 - 1º turno                               | -                                                                      | 62’                                                                    |
| 18-11-2024                                                             | Varsavia                                                               | Polonia                                                                | 1 – 2                                                                  | Scozia                                                                 | UEFA Nations League 2024-2025 - 1º turno                               | -                                                                      | 46’                                                                    |
| 21-3-2025                                                              | Varsavia                                                               | Polonia                                                                | 1 – 0                                                                  | Lituania                                                               | Qual. Mondiali 2026                                                    | -                                                                      |                                                                        |
| 24-3-2025                                                              | Varsavia                                                               | Polonia                                                                | 2 – 0                                                                  | Malta                                                                  | Qual. Mondiali 2026                                                    | -                                                                      |                                                                        |
| 6-6-2025                                                               | Varsavia                                                               | Polonia                                                                | 2 – 0                                                                  | Moldavia                                                               | Amichevole                                                             | -                                                                      |                                                                        |
| 10-6-2025                                                              | Helsinki                                                               | Finlandia                                                              | 2 – 1                                                                  | Polonia                                                                | Qual. Mondiali 2026                                                    | -                                                                      | 87’                                                                    |
| Totale                                                                 |                                                                        | Presenze                                                               | 35                                                                     |                                                                        | Reti                                                                   | 2                                                                      |                                                                        |